# McCarthy Glacier
McCarthy Glacier är en glaciär i Antarktis. Den ligger i den centrala delen av kontinenten. Inget land gör anspråk på området. McCarthy Glacier ligger 1 714 meter över havet.
Terrängen runt McCarthy Glacier är huvudsakligen platt, men åt nordväst är den kuperad. Trakten är obefolkad. Det finns inga samhällen i närheten.